# Лексикална семантика
Лексикалната семантика е подполе в лингвистичната семантика. Лексикалната семантика изучава как и защо думите значат, означават нещо (Пустейовски, 1995). Думите също така могат да означават неща от света, реални предмети и явления, или мисловни концепции.